# Münichreith-Laimbach
Münichreith-Laimbach ist eine Gemeinde mit 1630 Einwohnern (Stand 1. Jänner 2024) im südwestlichen Waldviertel am Fuße des Großen Peilstein. Die Gemeinde liegt im Bezirk Melk, Land Niederösterreich, Staat Österreich.

## Geografie
Die Gemeinde besteht aus dem Gemeindehauptort Münichreith (ca. 900 Einwohner) und dem etwa gleich großen Ort Laimbach am Ostrong (ca. 800 Einwohner). Die Fläche der Gemeinde umfasst 38,82 Quadratkilometer. Davon sind 38 Prozent landwirtschaftliche Nutzfläche, 58 Prozent sind bewaldet.

### Gemeindegliederung
Das Gemeindegebiet umfasst folgende zehn Ortschaften (in Klammern Einwohnerzahl Stand 1. Jänner 2024):
- Edelsreith (136) samt Grub und Obersteinbach
- Eggathon (18)
- Gmaining (122) samt Dörfles, Haide, Pyhra, Reith und Ried
- Kehrbach (49)
- Kollnitz (153)  Bischofstein und Neuwaldhäusl
- Laimbach am Ostrong (669) samt Au, Brandstatt, Gartleiten, Grünbach, Gutscherhof, Haide, Hinterholz und Thaya
- Mayerhofen (32) samt Altwaldhäusl
- Münichreith (323)
- Pargatstetten (48)
- Rappoltenreith (80) samt Bachones und Rudelhäuser

Die Gemeinde besteht aus den Katastralgemeinden:
- Bachones
- Edelsreith
- Gmaining
- Kehrbach
- Kollnitz
- Laimbach
- Mayerhofen
- Münichreith
- Pargatstetten
- Rappoltenreith

Bereits 1966 schlossen sich die ehemaligen Gemeinden Münichreith, Kollnitz, Rappoltenreith und Kehrbach zur Gemeinde Münichreith zusammen. Die heutige Gemeinde entstand 1971 aus dem Zusammenschluss der beiden Gemeinden Münichreith und Laimbach.

### Nachbargemeinden
|              | Gutenbrunn (Zwettl )                        |                               |
| Yspertal     | Kompassrose, die auf Nachbargemeinden zeigt | Pöggstall, Artstetten-Pöbring |
| Hofamt Priel | Maria Taferl, Marbach                       |                               |

## Geschichte
Aus dem 12. Jahrhundert stammt die Ruine Weissenberg.
Am 27. September 2014 wurde mit der Segnung des renovierten Amtshauses in Münichreith der Gemeinde als letzter im Bezirk ein Wappen verliehen.

### Bevölkerungsentwicklung
| Münichreith-Laimbach: Einwohnerzahlen von 1869 bis 2024 | Münichreith-Laimbach: Einwohnerzahlen von 1869 bis 2024 | Münichreith-Laimbach: Einwohnerzahlen von 1869 bis 2024 | Münichreith-Laimbach: Einwohnerzahlen von 1869 bis 2024 | Münichreith-Laimbach: Einwohnerzahlen von 1869 bis 2024 |
| ------------------------------------------------------- | ------------------------------------------------------- | ------------------------------------------------------- | ------------------------------------------------------- | ------------------------------------------------------- |
| Jahr                                                    |                                                         |                                                         |                                                         | Einwohner                                               |
| 1869                                                    | 1869                                                    |                                                         | 1.478                                                   | 1.478                                                   |
| 1880                                                    | 1880                                                    |                                                         | 1.556                                                   | 1.556                                                   |
| 1890                                                    | 1890                                                    |                                                         | 1.539                                                   | 1.539                                                   |
| 1900                                                    | 1900                                                    |                                                         | 1.538                                                   | 1.538                                                   |
| 1910                                                    | 1910                                                    |                                                         | 1.497                                                   | 1.497                                                   |
| 1923                                                    | 1923                                                    |                                                         | 1.487                                                   | 1.487                                                   |
| 1934                                                    | 1934                                                    |                                                         | 1.553                                                   | 1.553                                                   |
| 1939                                                    | 1939                                                    |                                                         | 1.522                                                   | 1.522                                                   |
| 1951                                                    | 1951                                                    |                                                         | 1.470                                                   | 1.470                                                   |
| 1961                                                    | 1961                                                    |                                                         | 1.511                                                   | 1.511                                                   |
| 1971                                                    | 1971                                                    |                                                         | 1.680                                                   | 1.680                                                   |
| 1981                                                    | 1981                                                    |                                                         | 1.701                                                   | 1.701                                                   |
| 1991                                                    | 1991                                                    |                                                         | 1.723                                                   | 1.723                                                   |
| 2001                                                    | 2001                                                    |                                                         | 1.687                                                   | 1.687                                                   |
| 2011                                                    | 2011                                                    |                                                         | 1.675                                                   | 1.675                                                   |
| 2021                                                    | 2021                                                    |                                                         | 1.672                                                   | 1.672                                                   |
| 2024                                                    | 2024                                                    |                                                         | 1.630                                                   | 1.630                                                   |
| Quelle(n): Statistik Austria, Gebietsstand 1.1.2021     |                                                         |                                                         |                                                         |                                                         |

### Religionen
Stand Volkszählung 2001:
- römisch-katholisch: 1.623
- evangelisch: 6
- orthodox: 14
- islamisch: 19
- israelitisch: 5
- sonstiges: 3
- ohne Bekenntnis: 14
- unbekannt: 3

### Geburtsländer
- Österreich: 1.611 (95,5 %)
- EU (15)-Staaten 14 (0,8 %)
- sonstige Staaten 62 (3,7 %)

## Kultur und Sehenswürdigkeiten

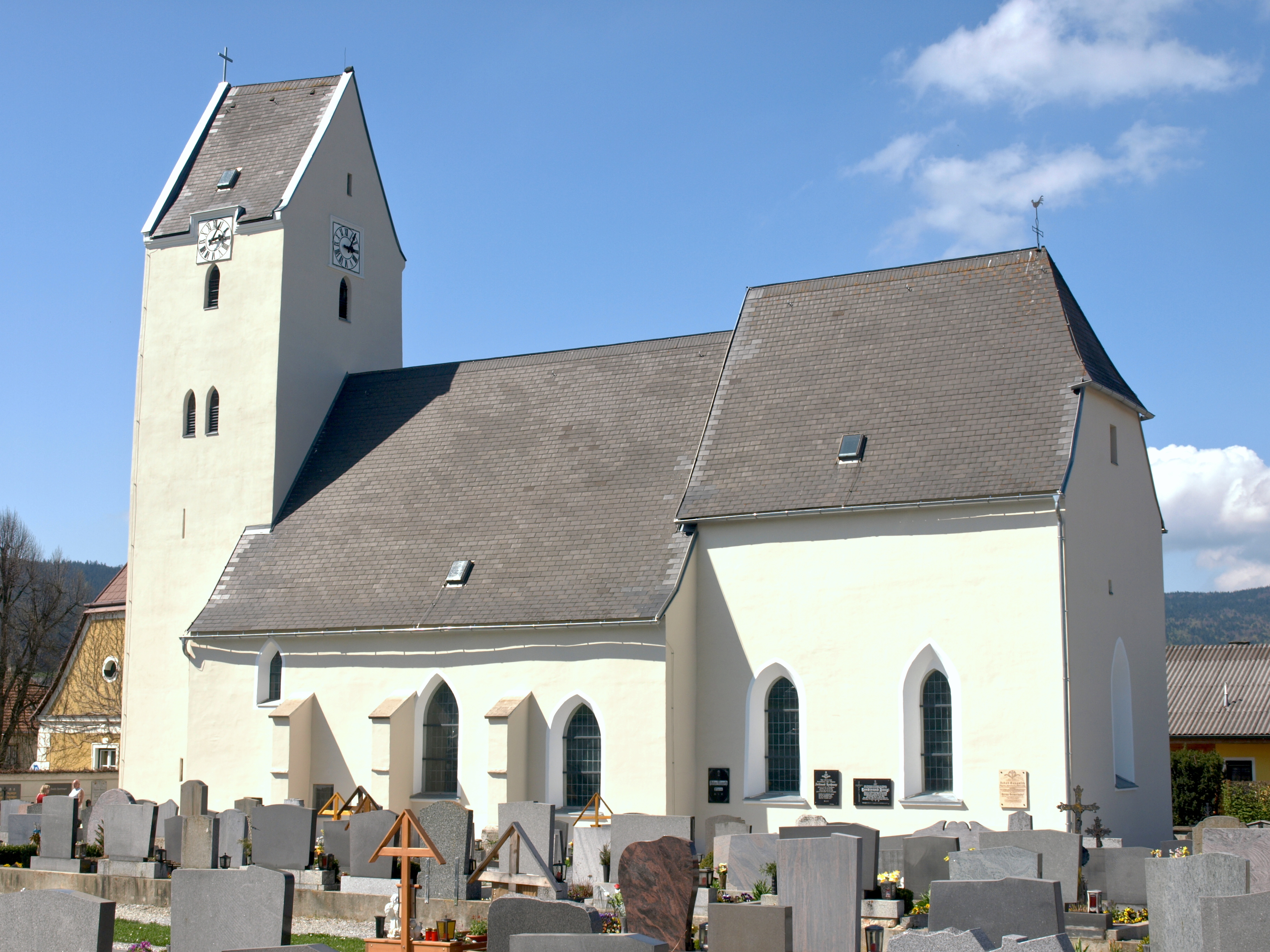
Pfarrkirche Münichreith am Ostrong

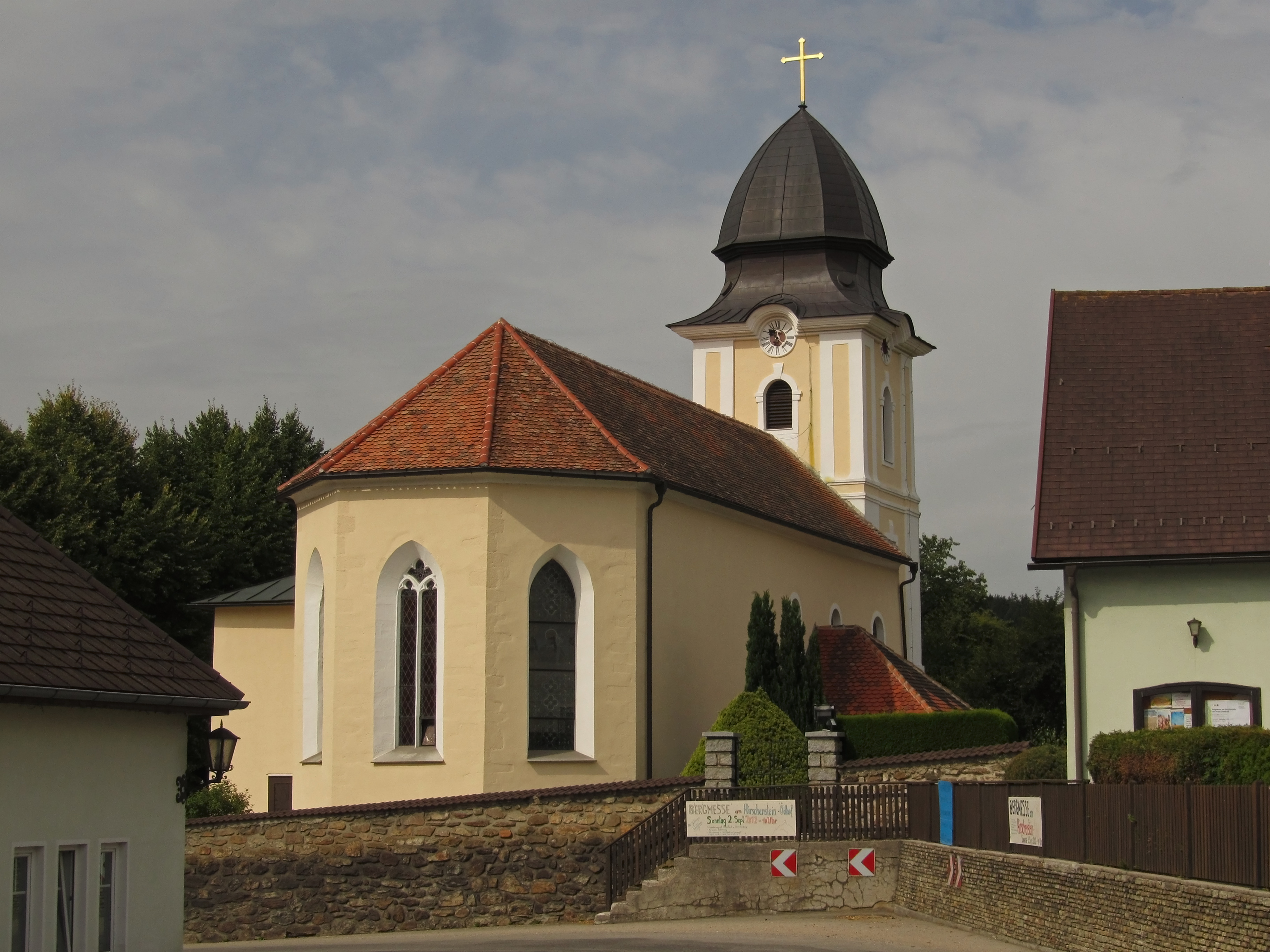
Pfarrkirche Laimbach am Ostrong

- Katholische Pfarrkirche Münichreith am Ostrong hl. Nikolaus
- Katholische Pfarrkirche Laimbach am Ostrong hl. Margarethe

## Wirtschaft und Infrastruktur
Nichtlandwirtschaftliche Arbeitsstätten gab es im Jahr 2001 50, land- und forstwirtschaftliche Betriebe nach der Erhebung 1999 148. Die Zahl der Erwerbstätigen am Wohnort betrug nach der Volkszählung 2001 794. Die Erwerbsquote lag 2001 bei 47,77 %.
Der Großteil der Bevölkerung pendelt zur Arbeit in die nahe gelegenen Kleinstädte Ybbs an der Donau, Pöchlarn und Melk, aber auch nach St. Pölten und nach Wien.

## Politik

### Gemeinderat
Der Gemeinderat hat 19 Mitglieder.
- Mit den Gemeinderatswahlen in Niederösterreich 1990 hatte der Gemeinderat folgende Verteilung: 9 Heimatliste Laimbach (HLL), 8 ÖVP und 2 SPÖ.
- Mit den Gemeinderatswahlen in Niederösterreich 1995 hatte der Gemeinderat folgende Verteilung: 9 Heimatliste Laimbach (HLL), 6 ÖVP, 3 Bürgerliste Aktiv Münichreith-Laimbach für Mühlberger (BML) und 1 SPÖ.[4]
- Mit den Gemeinderatswahlen in Niederösterreich 2000 hatte der Gemeinderat folgende Verteilung: 9 Heimatliste Laimbach (HLL), 6 ÖVP, 3 Bürgerliste Aktiv Münichreith-Laimbach (BML) und 1 SPÖ.[5]
- Mit den Gemeinderatswahlen in Niederösterreich 2005 hatte der Gemeinderat folgende Verteilung: 9 Heimatliste Laimbach (HLL), 5 ÖVP, 3 Bürgerliste Aktiv Münichreith-Laimbach (BML) und 2 SPÖ.[6]
- Mit den Gemeinderatswahlen in Niederösterreich 2010 hatte der Gemeinderat folgende Verteilung: 9 Heimatliste Laimbach (HLL), 5 ÖVP,  3 SPÖ und 2 Bürgerliste Aktiv Münichreith-Laimbach (BML).[7]
- Mit den Gemeinderatswahlen in Niederösterreich 2015 hatte der Gemeinderat folgende Verteilung: 9 Heimatliste Laimbach (HLL), 4 ÖVP,  4 Bürgerliste Aktiv Münichreith-Laimbach (BML) und 2 SPÖ.[8]
- Mit den Gemeinderatswahlen in Niederösterreich 2020 hatte der Gemeinderat folgende Verteilung: 10 Heimatliste Laimbach (HLL), 7 ÖVP und 2 SPÖ.[9]
- Mit den Gemeinderatswahlen in Niederösterreich 2025 hat der Gemeinderat folgende Verteilung: 10 Heimatliste Laimbach (HLL), 7 ÖVP und 2 SPÖ.[9]

### Bürgermeister
- 1990–2005 Josef Riegler (HLL)
- 2005–2008 Josef Mühlberger (BML)
- 2008–2022 Josef Riegler (HLL)[10]
- seit 2022 Jürgen Fellnhofer (HLL)

### Wappen
Das 2014 verliehene Gemeindewappen zeigt unter einem blauen mit drei goldenen Kugeln belegten Schildhaupt in Gold einen grünen mit einem silbernen Fisch belegten Dreiberg.